# Charlie Ashcroft
Charlie Ashcroft (3 tháng 7 năm 1926 – 13 tháng 3 năm 2010) là một cầu thủ bóng đá người Anh.
Câu lạc bộ đầu tiên của ông là Eccleston Juniors, và ông rời đi vào tháng 5 năm 1946 để đến Liverpool. Ông thi đấu ở đó 9 năm, ra sân 87 lần.
Vào tháng 6 năm 1955 ông ký hợp đồng với Ipswich Town, chỉ ở đó 1 mùa giải trước khi rời đến Coventry City, cũng là câu lạc bộ cuối cùng.
Ông mất ở tuổi 83 vào tháng 3 năm 2010.